# يهود ليتوانيا

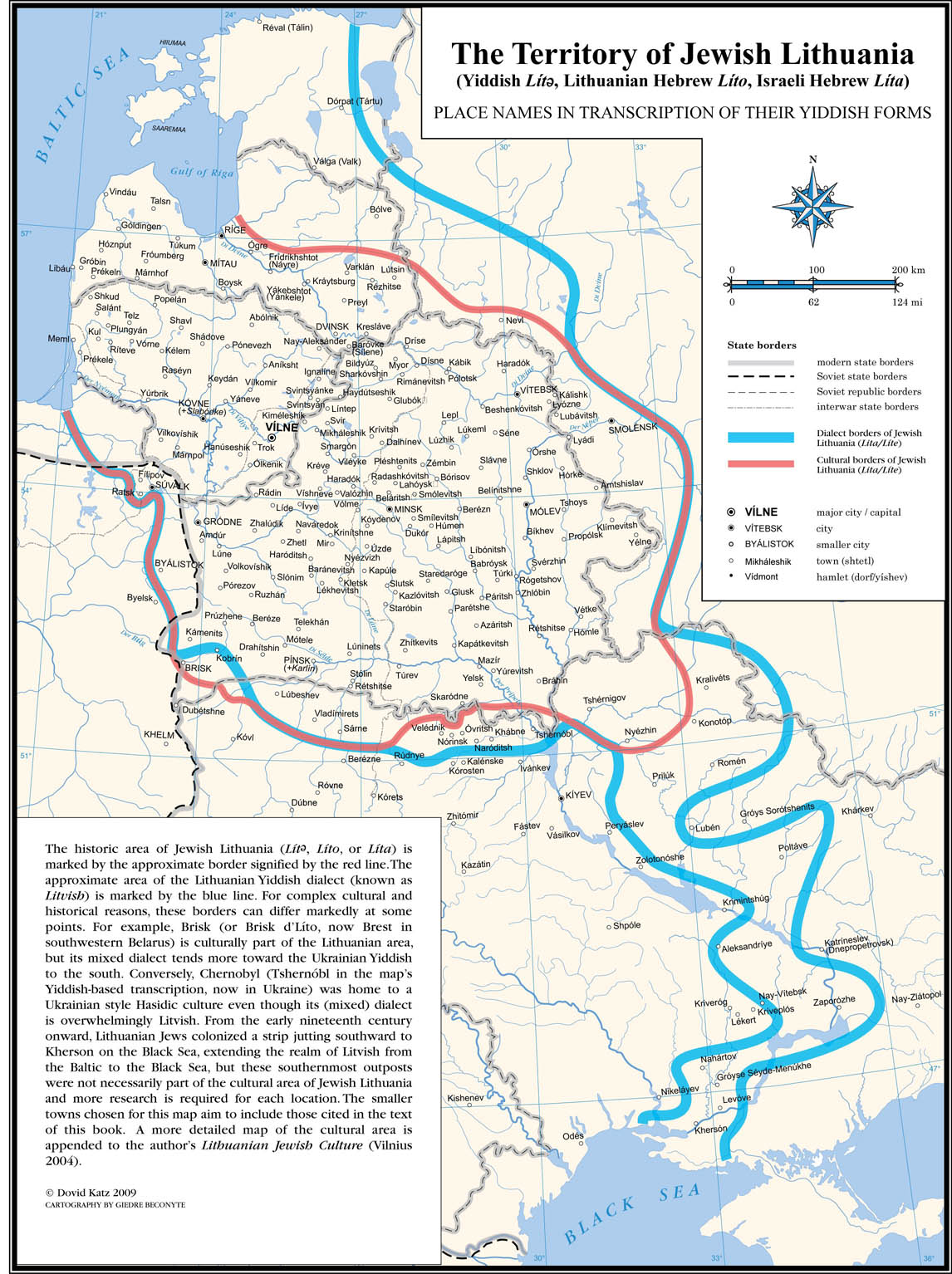

يهود ليتوانيا هم من اليهود الذين لهم جذور في دوقية ليتوانيا: (في الوقت الحاضر ليتوانيا وروسيا البيضاء وأوكرانيا ولاتفيا والمنطقة سوالكي شمال شرق بولندا). يستخدم هذا المصطلح أحياناً لتغطية جميع اليهود الأرثوذكس الذين يتبعون «ليتوانيا» (الاشكناز وغير الحسيدية) في أسلوب الحياة والتعلم، مهما كانت خلفيتهم العرقية. المنطقة التي عاش فيها اليهود الليتوانية غالباً ما يشار إليها باسم «ليتا».
وكانت ليتوانيا تاريخياً موطن لجالية كبيرة ومؤثرة من اليهود الذين تم القضاء عليهم تماماً تقريباً خلال المحرقة أو الهولوكوست (انظر المحرقة في لتوانيا). قبل الحرب العالمية الثانية، كان هناك أكثر من 110 من المعابد المسماة بـ"كنيس، 10 من المعاهد الدينية "يشيفا" في فيلنيوس (فيلنا كما يسميها اليهود) وحدها. قبل الحرب العالمية الثانية، كان عدد السكان اليهود الليتوانية مايقارب 160,000 شخص، حوالي 7% من مجموع السكان. كان فيلنيوس (ثم ويلنو في الجمهورية البولندية الثانية) جالية يهودية تتكون من ما يقارب ال100،000 شخص، حوالي 45% من إجمالي سكان المدينة. تم إحصاء حوالي 4,000 يهودي في ليتوانيا خلال تعداد 2005.

## قراءة إضافية
- Dov Levin, The Litvaks: A Short History of the Jews of Lithuania; translated from the Hebrew by Adam Teller. New York: Berghahn Books, 2001, ISBN 965-308-084-9
- Alvydas Nikžentaitis, Stefan Schreiner, Darius Staliūnas, Leonidas Donskis, The Vanished World of Lithuanian Jews, Amsterdam: Rodopi, 2004, ISBN 90-420-0850-4
- Dovid Katz, Lithuanian Jewish Culture. Vilnius: Baltos lankos and Budapest: Central European University Press, 2010, ISBN 978-963-9776-51-7
- Dovid Katz, Seven Kingdoms of the Litvaks; Vilnius: International Cultural Program Center, 2009
- Ozer، Mark N. (2009). The Litvak Legacy. Xlibris Corporation. ISBN:1-4363-6778-6.
- Nathan Shapiro, The Migration of Lithuanian Jews to the United States, 1880 – 1918, and the Decisions Involved in the Process, Exemplified by Five Individual Migration Stories
- Schoenburg، Stuart؛ Schoenburg، Nancy (2008). Lithuanian Jewish Communities. Jason Aronson Inc. ISBN:1-56821-993-8.
- Sutton، Karen (2008). The Massacre of the Jews of Lithuania. Jerusalem, Israel: Gefen Publishing House. ISBN:965-229-400-4.

## روابط خارجية
- Official website of Jewish Community of Lithuania (بالإنجليزية)
- Website of Jewish Chabad-Lubavitch Community (بالإنجليزية)
- Website about Jews in Vilnius
- Collection of photos of Litvaks made in first half of 20th century
- Dovid Katz: studies on contemporary and historic Litvak culture and Litvish
- Dovid Katz: Reading list for the proposed field of Litvak Studies
- MACEVA: Lithuania Jewish Cemetery Project